# Circolo Canottieri Diadora
Il Circolo Canottieri Diadora è una società polisportiva dilettantistica di Venezia. Fu fondata nella città dalmata di Zara, allora parte dell'Austria-Ungheria nel 1898 e fu poi ricostituita nel 1962 al Lido di Venezia. Il circolo vanta numerose vittorie e partecipazioni a livello, nazionale, internazionale e olimpico. Il nome Diadora è di origine greca (condivisione di doni e di onori) e così venne chiamata la città di Zara dai Romani. Le attività praticate sono la canoa, il canottaggio e la voga veneta. I colori sociali sono il bianco e blu.

## Storia
Zara era una città dell'Italia il cui antico nome era Diadora. Per circa 8 secoli è stata parte integrante della Repubblica di Venezia e aveva una importante popolazione italiana anche dopo la caduta della Serenissima. Tale popolazione prese parte ai moti risorgimentali italiani del 1848. 
Nel 1898 venne fondato a Zara il Circolo Canottieri Diadora memore del nome latino della città. I soci fondatori erano Desiderio Barich, Antonio de Hobert, Giovanni Paitoni, Oscar Randi, Antonio Smirich a cui successivamente si aggiunsero Venceslao Stermich, Roberto Rossini, Vittorio Verban. 
Alla nuova società fu però imposto l'obbligo di iscrizione alla Federazione di Canottaggio Austriaca fino al 1907. In tale anno i membri riuscirono ad iscriversi il Circolo al Reale Rowing Club Italiano dimostrandosi uno dei club più importanti d'Italia. La sede era di fronte alla fabbrica di maraschino Luxardo.
L'8 settembre 1907, alle regate internazionali di Trieste, l'equipaggio composta da Stenta, Zanella, Cattalinich e Luxardo conquistò la prima vittoria per la Diadora.
Nel 1911 ai campionati italiani di Como arrivano primi ma essendo di base a Zara il titolo Europeo viene assegnato alla squadra di Napoli che si chiama Italia.
Nel 1918 vincono la Coppa del Re d'Italia in jole a 8 e jole a 4 contro una fortissima Reale Società Canottieri Bucintoro. L'equipaggio è così composto: Luigi Miller, Pietro Luxardo, Simeone Sofonio, Icilio Lorenzini, Umberto Stenta, Michele de Denaro, Simeone Cattalini, Venceslao Giacasa e al timone Nicolò Luxardo.
Nel 1920 in seguito al Trattato di Rapallo la città di Zara viene assegnata all'Italia.
Dal 1919 al 1922 la Canottieri Diadora vince 4 titoli italiani consecutivi.
1922 Campionati Europei di Barcellona medaglia d'Argento nell'otto
1923 Campionati Europei di Como medaglia d'oro nell'otto
1924 Olimpiadi di Parigi medaglia di bronzo nell'otto. Durante la gara Pietro Ivanov esce dalle guide del carrello e la barca deve fermarsi facendosi superare da tutti. Dopodiche riparte e riesce ad acciuffare il terzo posto. L'equipaggio era costituito dagli zaratini Pietro Ivanov, Vittorio Gliubich, Carlo Toniatti, i tre fratelli Antonio Cattalinich, Simeone Cattalinich, Francesco Cattalinich e il timoniere Latino Galasso con l'aggiunta del milanese Giuseppe Crivelli.
Durante la seconda guerra mondiale la città di Zara viene pesantemente bombardata dalle forze alleate che ne distruggono l'85% della città e fanno fuggire il 75% della popolazione. Anche l'attività sportiva della società viene sospesa. L'esodo degli Italiani trova il culmine nel 1944 duramente colpito dalle deportazioni fucilazioni e torture al seguito dell'invasione dalle truppe comuniste di Tito che cambiano anche il nome alla città in Zadar. 
Il 30 marzo 1962 viene ricostituito al Lido di Venezia il Circolo Canottieri Diadora il cui primo presidente fu il campione Europeo e preparatore della nazionale alle Olimpiadi di Helsinki Luigi Miller.
La società anche dopo la sua ricostituzione ha vinto tantissimi trofei nazionali ed internazionali e diversi atleti hanno fatto parte della nazionale italiana. Da citare Amalia Calzavara arrivata in semifinale ai Giochi olimpici di Barcelona nel 1992, Cristina Rigotti, Massimiliano Valerosi e Roberto Olivotto 

## Consiglio Direttivo 2021 - 2022
- Presidente: Massimiliano Valerosi
- Vicepresidente: Renato Bettin
- Vicepresidente: Valerio Ballarin
- Direttore di Cantiere: Ermo Terrin
- Segretaria-tesoriera: Francesca Brotto
- Consigliere: Alessandro Sandi
- Consigliere: Maurizio Donati
- Consigliere: Vittorio Liberti
- Consigliere: Massimo Bajo

- RESPONSABILI DI SETTORE
- Canottaggio: Francesca Brotto
- Canoa: Maurizio Donati
- Voga veneta: Massimo Bajo

ALLENATORI
- Canottaggio: Renato Bettin – Francesca Brotto - Vittorio Novello
- Canoa: Massimiliano Valerosi - Ermo Terrin
- Preparatore Atletico: Alberto Garlato